# Ракеева, Мустанфиря Тагировна
Мустанфиря́ Таги́ровна Раке́ева (24 ноября 1927 года с. Черки-Гришино Буинского кантона Татарской АССР − 25 ноября 2023 года г. Чебоксары) — советский татарский врач, анатом, доктор медицинских наук (1969), профессор. Автор 70 научных работ.

## Биография
Родилась 24 ноября 1927 года в селе Черки-Гришино Буинского кантона, РСФСР.
В 1945 году поступила в Казанский государственный медицинский институт, который окончила в 1952 году. Получив диплом, стала работать на кафедре нормальной анатомии этого института. В 1955 году там же окончила аспирантуру. В том же году начала преподавательскую деятельность в Казанском мединституте.
В 1969 году Ракеева защитила диссертацию на соискание учёной степени доктора медицинских наук. Тема диссертации: «Тонкая васкуляризация спинного мозга человека и позвоночных животных (Сравнительно-морфологическое исследование)».
В 1973 году назнечена заведующей кафедрой нормальной анатомии человека в Алтайском государственном медицинском институте в городе Барнаул, работала в этой должности до 1986 года. В 1983 году она была избрана профессором.
С 1986 года работала на кафедры теоретических основ физического воспитания Чувашского государственного педагогического института имени И. Я. Яковлева (с 1998 года — университет). Здесь преподавала базовые учебные дисциплины: «Анатомия», «Гигиена физического воспитания и спорта».
Ракеева занималась изучением проблем по анатомии сосудов, по вопросам кровоснабжения спинного мозга и написала около 70 работ по этим темам, такие как «Тонкая васкуляризация узлов симпатического ствола некоторых животных и человека» (Казань, 1955), «Центральная нервная система и ее проводящие» (1982), монография «Шесть составляющих активного долголетия» (2005), учебное пособие «Опорно-двигательный аппарат» (2008) и др.